# Leichtstahlwagen mit offenen Plattformen
Leichtstahlwagen mit offenen Plattformen sind eine besonders kostengünstige Variante der Leichtstahlwagen, welche ab 1935 in der Schweiz in Betrieb kamen. Ihre integrierte Konstruktionsweise, die Wagenkasten und Untergestell zu einer Einheit verschmilzt, erlaubte eine nennenswerte Reduktion des Fahrzeuggewichts (27 t bei 22,7 m Länge der ersten SBB-Leichtstahlwagen).

## Vorläufer der Emmentalbahn

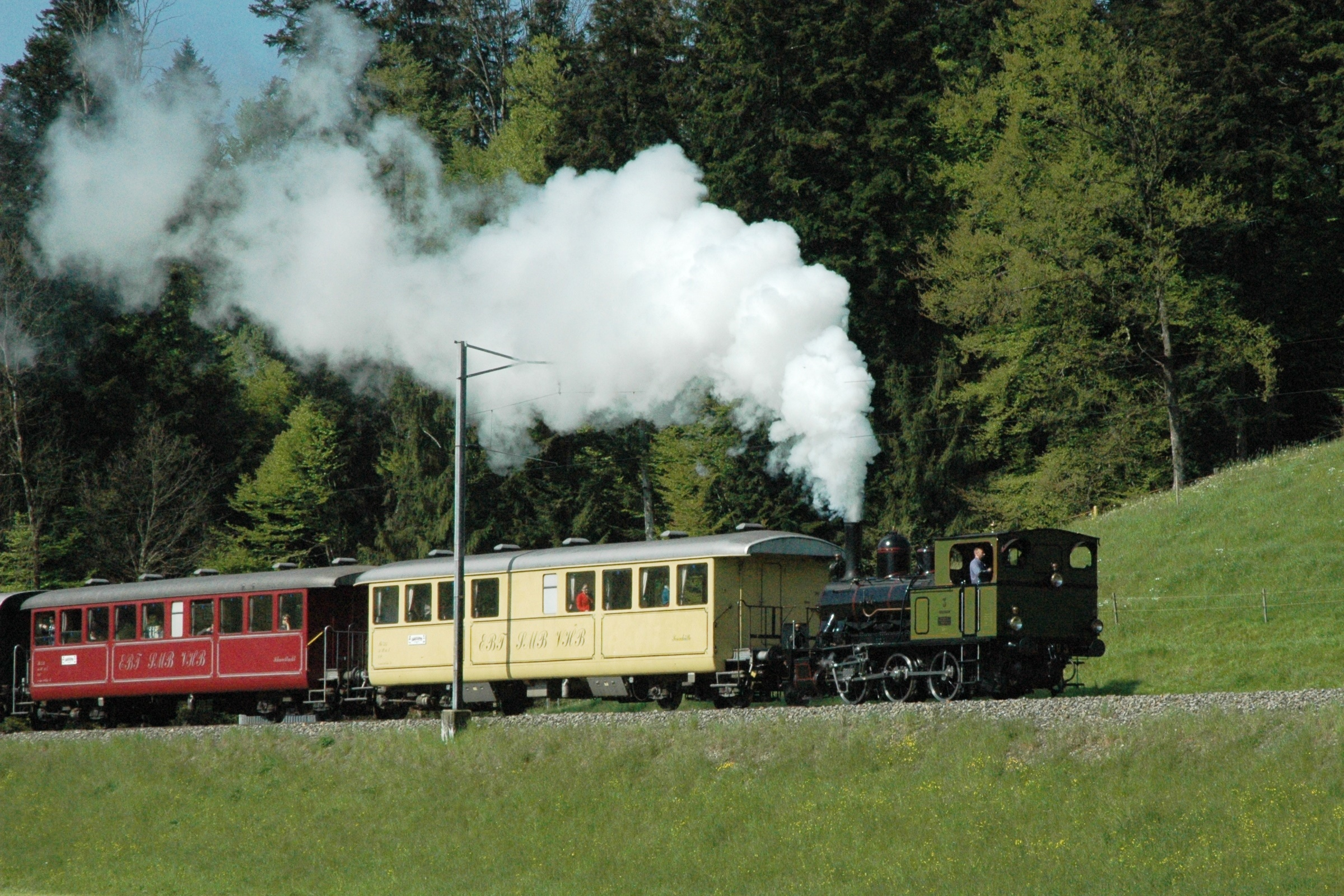
Dampfzug des VDBB mit Bi 523 (gelb) und 524 (rot), ehemalige C4 83 und 84 der Emmentalbahn

Bereits 1934 nahm die Emmentalbahn vier Drehgestell-Personenwagen C4 81–84 in geschweisster Stahlbauart in Betrieb, die lediglich 26,5 t wogen. Bei nur 17,15 m Länge über Puffer wurden 72 Sitzplätze (9 Coupés) und eine Toilette untergebracht. Erbaut wurden sie von SIG. 1967 erhielten sie neue SWS-Drehgestelle. Zudem wurden im unteren Kastenbereich Schürzen angeschraubt, die ihr Aussehen den später gelieferten Serien anglich. In den 1980er-Jahren wurden sie aus dem Verkehr zurückgezogen, drei Wagen blieben aber für Nostalgiefahrten erhalten.

## Leichtstahlwagen für den internen Verkehr der BLS-Gruppe
1944 nahm die BLS für ihre mitbetriebenen Bahnen SEZ (C4 331) und BN (C4 371–72) die ersten drei Wagen von SWS in Empfang. Sie wiesen gleich viele Plätze wie die Wagen der Emmentalbahn auf, waren aber 18,86 m lang und wogen nur 22 t. Sie liefen auf Blattfeder-Drehgestellen SWS-II-L, wie sie auch bei den SBB-Leichtstahlwagen zum Einbau kamen. Der Verzicht auf Einstiegsplattformen in den Drittelspunkten, die Reduktion auf ein WC und die Verkürzung des Sitzabstandes um 8 cm pro Coupé (1600 mm statt 1680 mm) sparten bei gleicher Platzzahl 3,84 m Wagenlänge und 5 t Gewicht. Diese drei ersten Wagen wurden 1972/74 zu Steuerwagen umgebaut und dabei verlängert, so dass sie den später gelieferten Wagen entsprachen.

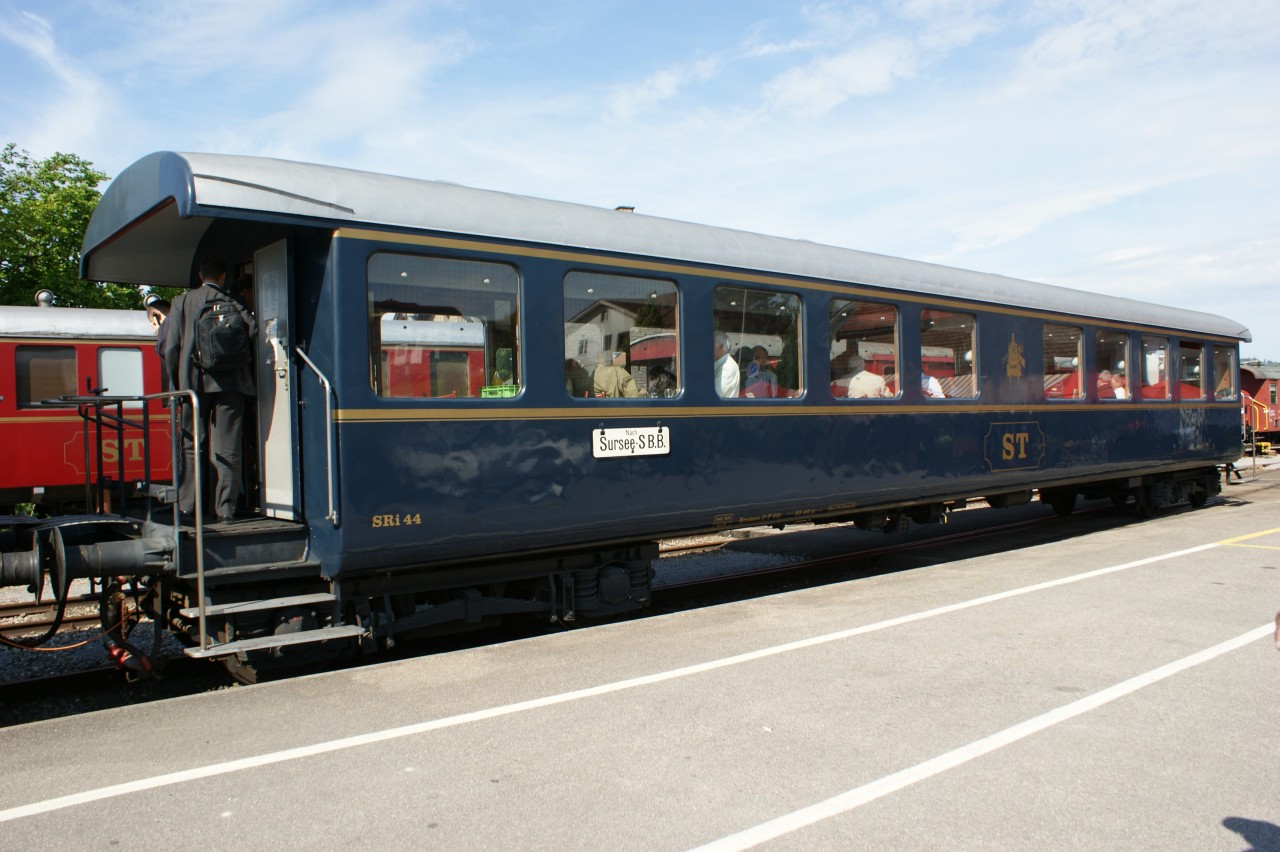
SRi 44 für Dampfzüge der
Sursee-Triengen-Bahn,
ehemaliger C4 374 der BN

1945 bis 1948 kamen weitere 21 Leichtstahlwagen von SWS bei BLS, BN, GBS und SEZ in Betrieb, davon 8 mit einem Polsterklasseabteil (BC4 401, 406, 411–12, 461–64) und 13 Drittklasswagen (C4 301–03, 332–34, 351–55, 373–74). Diese Wagen waren – bei gleichem Sitzabstand – um ein Coupé verlängert, wiesen also in der dritten Klasse 80 Plätze auf. Die zweiklassigen Wagen hatten 40 Plätze dritter und 24 Plätze zweiter Klasse. Das Gewicht stieg bei einer Länge über Puffer von 20,46 m auf 24 t. Auch von diesen Wagen wurden 1967/68 drei zu Steuerwagen umgebaut.
1950 bis 1954 lieferte nun SIG 20 Wagen (5 BC4 465–469 und 15 C4 304–318) nach dem grundsätzlich gleichen Baumuster an die BLS. Die Wagen waren jedoch mit Torsionsstabdrehgestellen ausgerüstet. Vier Wagen wurden 1967 und 1979/80 zu Steuerwagen umgebaut, elf Wagen (3 AB 39-33 403–405 und 8 B 20-33 457–465) erhielten 1971/72 geschlossene Plattformen und Gummiwulstübergänge, um sie freizügiger einsetzen zu können. Statt mit 100 km/h durften die Wagen nun mit 125 km/h verkehren. Ende der 1990er-Jahre wurden die Wagen ausser Betrieb genommen. Der reguläre Einsatz aller Wagen mit offenen Plattformen endete in den 1980er-Jahren.
Ab 1967 baute die BLS in eigener Werkstätte aus den Leichtstahlwagen Steuerwagen. Dabei blieb die offene Plattform am einen Ende unverändert, am anderen Ende wurde ein Führerstand mit den charakteristischen runden Frontscheiben eingebaut, wie sie auch in den 1964 abgelieferten ABDe 4/8 751–755 und den EW-I-Steuerwagen Bt 211–216 und 20-33 951–953 eingebaut waren. Über dem Drehgestell wurde ein Einstieg mit einer Flügeltür realisiert. Die SWS-Wagen wurden beim Umbau mit SIG-Torsionsstab-Drehgestellen versehen, die als Laufdrehgestelle unter den ABDe 4/8 746–750 und den D 965–967 eingebaut waren und dort durch Schraubenfeder-Drehgestelle ersetzt wurden. Diese Steuerwagen (Bti 231–235, später 50 63 28-03 900–904 und 910–911) waren in erster Linie für die Autozüge Kandersteg–Goppenstein gedacht, die anfänglich durch De 4/5 und Be 4/4-Triebwagen geführt wurden. Mit dem Ersatz der Triebwagen durch Lokomotiven Ae 4/4 und Re 4/4 mussten die Steuerwagen angepasst werden. Für den Transport von Motorrädern wurde an der offenen Plattform eine breite Tür eingebaut und ein Teil der Sitze entfernt. Dementsprechend wurden die Wagen zu BDti 50 63 82-03 910–916. Einen weiteren Steuerwagen baute die BLS 1974 für die Sensetalbahn um (Bti 201), er kam mit den beiden Be 4/4 106–107 (ex SOB) zum Einsatz und wurde 1993 abgebrochen. Die Autozugsteuerwagen waren, von zwei Unfallverlusten abgesehen, bis 2000/01 im Einsatz.
1979/80 baute die BLS nochmals zwei Wagen zu Steuerwagen um, dieses Mal wurde das Abteil hinter dem Führerstand zum Gepäckabteil mit Schiebetoren umgebaut, ein Einstieg mit Flügeltüren kam über dem hinteren Drehgestell zum Einbau und an der geschlossenen Plattform kamen Gummiwulste zum Einbau. Diese Steuerwagen (BDt 50 63 82-33 940–941) waren für Pendelzüge mit den Schwertriebwagen Be 4/4 761–763 bestimmt, kamen aber später mit Lokomotiven im Simmental zum Einsatz. Einer der beiden Wagen erhielt für diesen Einsatz den Golden-Pass-Anstrich. Der Einsatz endete im Dezember 2013.
Die Spenderfahrzeuge für Umbauten wurden jeweils aufgrund ihres Zustandes ausgewählt. So wurden Wagen der SEZ, GBS und BN zu BLS-Steuerwagen umgebaut, dafür wurde jeweils ein BLS-Wagen für die entsprechende Gesellschaft umgezeichnet. Dies führte zu zahlreichen Umnummerierungen im Fahrzeugpark.

## Erste Leichtstahlwagen der Bodensee-Toggenburg-Bahn
Die Bodensee-Toggenburg-Bahn beschaffte 1951 von SWP vier Leichtstahlwagen, die in ihrer äusseren Erscheinungsform zu den aus Zweiachsern umgebauten Holzkastenwagen, darunter drei Buffetwagen, passen sollten. Die Wagen stimmten in Gewicht und Abmessungen mit den BLS-Wagen überein, erhielten aber für den Einsatz auf der "Direkten Linie" im Verbund mit den Buffetwagen geschlossene Plattformen und Faltenbälge. Mitte der 1960er-Jahre wurden die Einstiege umgebaut, es kamen Flügeltüren wie bei den Einheitswagen zum Einbau und an den Wagenenden wurden Gummiwulste angebaut. Dafür wurden sie um einen Meter verlängert. Dank ihres geringen Gewichts wurden sie auch in den letzten Einsatzjahren als Verstärkungswagen an den Schnellzügen über die 50 ‰-Rampen der SOB genutzt. Alle vier Wagen wurden 1991 ausrangiert.

## Leichtstahlwagen der Emmental-Burgdorf-Thun-Bahn

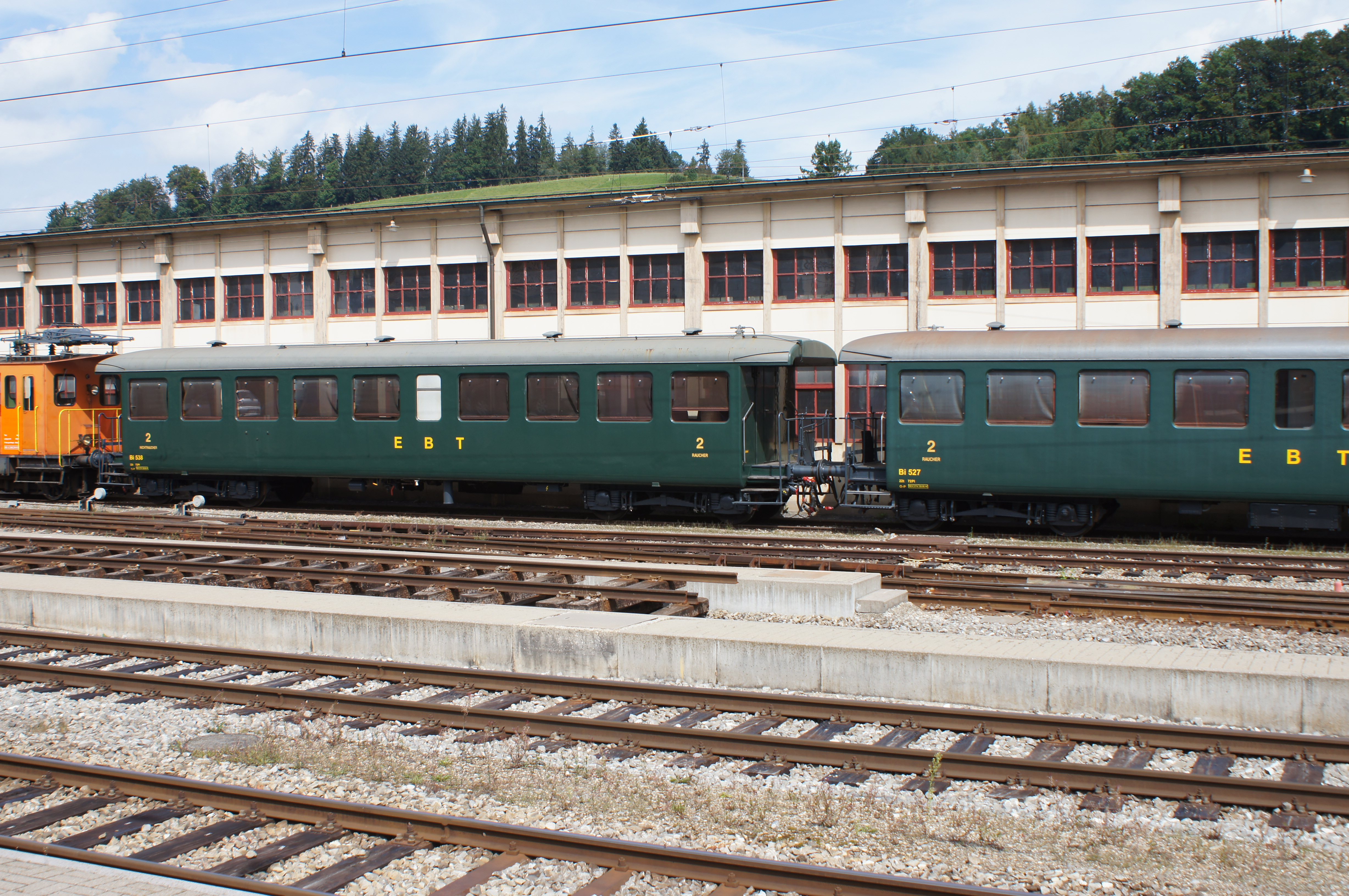
Bi 538 und 527 des VHE,
ehemalige C4 93 und 97 der EBT

Die EBT, aus der Fusion von Emmentalbahn und Burgdorf-Thun-Bahn entstanden, beschaffte 1945 von SWS vier Wagen (C4 91–94), ähnlich den im Vorjahr an die BLS-Gruppe gelieferten Wagen. Bei gleichem Raumprogramm (72 Sitzplätze, ein WC) waren die Wagen 40 cm kürzer, massen also nur 18,46 m. Ihr Gewicht wurde mit 21,5 t angegeben. Zwei Jahre später kamen vier gleiche Wagen (C4 97–100), dieses Mal aber von SIG und offiziell 22,0 t schwer. 1955 lieferte SWS zwei BCF4 226–227, also Wagen mit Polsterklasse, dritter Klasse und einem Gepäckabteil. Sie waren 22,62 m lang und wogen 26 t. Ausser den offenen Plattformen hatten sie zusätzlich in der Mitte einen Einstieg mit Flügeltüren, waren also auch Mitteleinstiegswagen.

## Schmalspurige Leichtstahlwagen mit offenen Plattformen
Nur zwei Schmalspurbahnen beschafften Leichtstahlwagen mit offenen Plattformen:
- Zwölf Wagen lieferte SIG 1951–56 an die Berner Oberland Bahn.
- Vier Wagen baute FFA 1968–70 unter Verwendung bestehender Untergestelle für die Montreux–Berner Oberland-Bahn.

## Leichtmetallwagen Typ "Seetal"
1947–50 beschafften SBB und PBr insgesamt 47 leichte Plattformwagen (21 BC4, 21 C4 und 5 BCF4) von SWS, die in verschiedenen Merkmalen nicht den Leichtstahlwagen entsprechen. Die Kasten sind aus Aluminium hergestellt und auf ein Untergestell aus wiederverwendeten Stahlträgern aufgebaut, das wie bei Holzkastenwagen mit einem Sprengwerk verstärkt ist. Sie wurden ursprünglich offiziell als Wagen für Nebenlinien bezeichnet, später wurden sie auch von den SBB selbst als Typ Seetal klassiert. 

## Bestand und Verbleib der Wagen
| Anzahl | Nummern                                                    | Hersteller | Inbetriebnahme | Länge   | Gewicht | Verbleib | Bildverweis       |
| ------ | ---------------------------------------------------------- | ---------- | -------------- | ------- | ------- | --- | ----------------- |
| 3/4    | EB C4 81–84 ab 1963 Bi 521–524                             | SIG        | 1934           | 17,15 m | 26,5 t  | 521 1985 ausrangiert, an GES, heute BD&S BC 521 522 1985 ausrangiert/Abbruch 523 1989 innen im Stil einer urchigen Sennhütte umgestaltet, 2016 an VDBB 524 1987 weinrot gestrichen als Schmucktruckli, 2016 an VDBB | BC 521 Bi 523–524 |
| 0/3    | SEZ C4 331 BN C4 371–372                                   | SWS        | 1944           | 18,86 m | 22 t    | ab 1969 50 63 29-03 020, 1974 Sensetalbahn Bti 201, 1993 Abbruch ab 1969 50 63 29-03 040–041 1972 BLS Bti 903–904/BDti 915–916, 2001 ausrangiert |                   |
| 2/8    | SEZ BC4 401 GBS BC4 406 BN BC4 411–412 BLS BC4 461–464     | SWS        | 1945–48        | 20,46 m | 24 t    | 463 1968 SEZ ABi 401", 50 63 39-03 020, 1989 89-03 008, 1991 89-03 120-0 "BC 463" Interlaken West 464 1968 BN ABi 412", 50 63 39-03 041, 1987 an ST ABi 43, neu SRi 43 übrige Wagen 1983–2000 ausrangiert | SRi 43            |
| 7/13   | BLS C4 301–303 SEZ C4 332–334 GBS C4 351–355 BN C4 373–374 | SWS        | 1945–48        | 20,46 m | 24 t    | ab 1969 50 63 20-03 050...091 301/050 1972 BN 091, ev Kandertal, 2000 Wutachtalbahn, 2014 VDM 302/051 1972 BN 092, 1987 DGEG Neustadt (Weinstr.) Nr. 92 303/052 1990 Info-Wagen blau/crème, 2004 verkauft, VDM B 102 332/070 1983 BLS 053", 1987 DGEG Neustadt (Weinstr.) Nr. 53 354/083 1989 RICI 89-03 009 "C4 354", 1991 89-03 121, an HSTB 373/090 1987 VVT Bi 7373 374/091'/093 1988 ST WRs4i 31/SRi 44 (blau) Oktober 2024 Abbruch übrige Wagen 1983/84 ausrangiert | SRi 44            |
| 1/5    | BLS BC4 465–469                                            | SIG        | 1953           | 20,46 m | 24 t    | ab 1969 ABi 50 63 39-03 001–005 467 1967 umnummeriert 462", 50 63 39-03 001, 1983 an eurovapor, 2014 an VDM ABi 432 übrige Wagen 1983–2000 ausrangiert | ABi 432           |
| 3/15   | BLS C4 304–318                                             | SIG        | 1950–54        | 20,46 m | 24 t    | 305, 50 63 20-03 054 1996 an CFTPV 306–307, 50 63 20-03 055–056 1979/80 Umbau zu BDt 82-33 940–941, 2013 ausser Betrieb, vorhanden übrige Wagen 1983–2000 ausrangiert | BDt 940           |
| 0/4    | BT BC4 121–122 BT C4 321–322                               | SWP        | 1951           | 20,46 m | 24 t    | 1965–66 Umbau Gummiwulst, Länge 21,46 m 1987 mit UIC-Türschliessung ausgerüstet 1991 ausrangiert, seither alle abgebrochen |                   |
| 1/4    | EBT C4 91–94 ab 1963 Bi 536–538, 531                       | SWS        | 1945           | 18,46 m | 21,5 t  | 536 1999 ausr., 3.2004 Abbruch 537 8.1987 Abbruch 538 1999 mit Dampfheizung ausgerüstet, 2004 an VHE 531 1985 Abbruch | Bi 538            |
| 2/4    | EBT C4 97–100                                              | SIG        | 1947           | 18,46 m | 22 t    | 527 1997 mit Dampfheizung ausgerüstet, 2004 an VHE 528 1999 ausr. 2004 an VHE 529 10.1987 Abbruch 530 11.1981 Abbruch | Bi 527–528        |
| 2/2    | EBT BCF4 226–227 ab 1963 ABDi 721–722                      | SWS        | 1955           | 22,62 m | 26 t    | 721 1993 an ev 722 2004 an VHE | ABDi 722          |